# Allotettix
Allotettix is een geslacht van rechtvleugeligen uit de familie doornsprinkhanen (Tetrigidae). De wetenschappelijke naam van dit geslacht is voor het eerst geldig gepubliceerd in 1899 door Hancock.

## Soorten
Het geslacht Allotettix omvat de volgende soorten:
- Allotettix americanus Hancock, 1907
- Allotettix bolivianus Bruner, 1913
- Allotettix cayennensis Bolívar, 1887
- Allotettix chapadensis Bruner, 1910
- Allotettix fuscipennis Bruner, 1910
- Allotettix otumboides Günther, 1939
- Allotettix peruvianus Bolívar, 1887
- Allotettix prolongatus Hancock, 1899
- Allotettix simoni Bolívar, 1887